# Louis de Breda Handley
Louis de Breda Handley, (Roma, 14 de febrero de 1874 - Nueva York, 28 de diciembre de 1956) fue un nadador y jugador de waterpolo estadounidense.

## Biografía
Nació en Roma. Su nombre original era Luigi de Breda. Lou Handley abandonó Italia a los 22 años de edad y se empezó a trabajar como importador en Nueva York.
Al llegar a Nueva York, se unió al equipo Knickerbocker Atheltic Club y posteriormente al New York Athletic Club, donde fue muy activo en muchos deportes y practicó varios de ellos, tal fue así que ganó una carrera "medley" que consistía en varios cuartos de milla andando, corriendo, cabalgando, en bicicleta, remando y nadando. En segunda posición de esta competición, quedó Joseph Ruddy, quien sería su compañero en el equipo de relevos que ganaría la medalla de oro en las olimpiadas de 1904 en 4x50yard libres.
Lou Handley también fue un buen jugador de waterpolo y el New York Athletic Club fue el ganador de los títulos americanos de waterpolo AAU entre 1898 y 1911. Cuando las reglas americanas de waterpolo dejaron de usarse para seguir el reglamento internacional en 1911, Lou dejó de practicar waterpolo, aunque continuó como entrenador y reportero.
En aquellos tiempos, la natación estaba evolucionando y Lou Handley fue una de las personas que influenciaron en el perfeccionamiento de los estilos de natación hacia lo que se conocen ahora.
Fue el primer entrenador oficial del equipo olímpico de natación de los Estados Unidos y publicó varios libros sobre el deporte. Contribuyó a la Enciclopedia Británica en la sección de natación.
En 1967 fue incluido en el salón de la fama de la American Swimming Coaches Association.

## Clubes
- Knickerbocker Atheltic Club (Estados Unidos)
- New York Athletic Club (Estados Unidos)

## Títulos
Como jugador de club de waterpolo
- Ganador de los títulos americanos de waterpolo AAU entre 1898 y 1911.

Como jugador de la selección norteamericana de waterpolo
- Oro en los juegos olímpicos de San Luis 1904.

Como nadador
- Oro en 4x50 yardas libres en los juegos olímpicos de San Luis 1904.